# Discographie de Purple Disco Machine

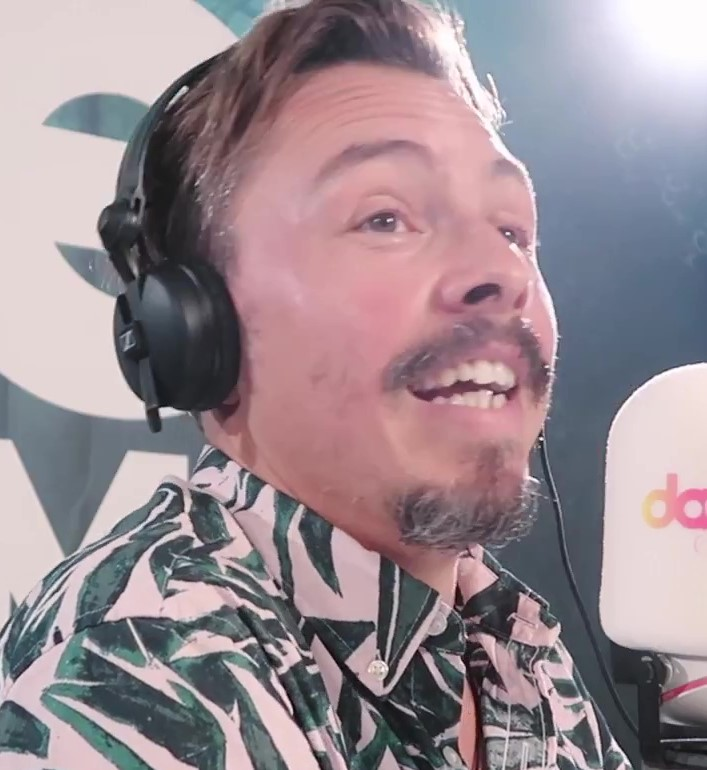
Purple Disco Machine

La discographie du disc-jockey Purple Disco Machine.

## Discographie

### Sous Purple Disco Machine

#### Albums

##### Albums studio
| Titre     | Détails | Meilleurs classements | Meilleurs classements | Meilleurs classements | Meilleurs classements | Meilleurs classements | Meilleurs classements | Meilleurs classements | Meilleurs classements |
| Titre     | Détails | ALL                   | AUT                   | BEL (FL)              | BEL (WAL)             | FRA                   | ITA                   | P-B                   | SUI                   |
| --------- | --- | --------------------- | --------------------- | --------------------- | --------------------- | --------------------- | --------------------- | --------------------- | --------------------- |
| Soulmatic | - Sortie : 20 octobre 2017 - Label : Sweat It Out!, Warner - Formats : CD, vinyle, téléchargement, streaming | —                     | —                     | —                     | —                     | —                     | —                     | —                     | —                     |
| Exotica   | - Sortie : 15 octobre 2021 - Label : Sweat It Out!, Columbia - Formats : CD, téléchargement, streaming       | 8                     | 30                    | 32                    | 69                    | 65                    | 29                    | 45                    | 28                    |
| Paradise  | - Sortie : 20 septembre 2024 - Label : Columbia - Formats : CD, téléchargement, streaming                    | 11                    | 15                    | 26                    | 78                    | 69                    | 49                    | —                     | 13                    |

##### Album studio remixé
| Titre         | Détails                                                                                                 |
| ------------- | --- |
| Club Exotica  | - Sortie : 17 décembre 2021 - Label : Sweat It Out!, Columbia - Formats : CD, téléchargement, streaming |
| Club Paradise | - Sortie : 13 décembre 2024 - Label : Sweat It Out!, Columbia - Formats : CD, téléchargement, streaming |

#### Compilation
| Titre       | Détails                                                                                         |
| ----------- | ----------------------------------------------------------------------------------------------- |
| Discotheque | - Sortie : 19 avril 2019 - Label : Glitterbox - Formats : CD, vinyle, téléchargement, streaming |

#### Singles
| Titre                                                               | Année | Meilleurs classements | Meilleurs classements | Meilleurs classements | Meilleurs classements | Meilleurs classements | Meilleurs classements | Meilleurs classements | Meilleurs classements | Meilleurs classements | Meilleurs classements | Meilleurs classements | Certifications | Album                   |
| Titre                                                               | Année | ALL                   | AUT                   | BEL (FL)              | BEL (WAL)             | É-U Dance             | FRA                   | ITA                   | P-B                   | POL                   | SUÈ                   | SUI                   | Certifications | Album                   |
| ------------------------------------------------------------------- | ----- | --------------------- | --------------------- | --------------------- | --------------------- | --------------------- | --------------------- | --------------------- | --------------------- | --------------------- | --------------------- | --------------------- | --- | ----------------------- |
| Let It Whip                                                         | 2012  | —                     | —                     | —                     | —                     | —                     | —                     | —                     | —                     | —                     | —                     | —                     | |                         |
| Need Someone                                                        | 2013  | —                     | —                     | —                     | —                     | —                     | —                     | —                     | —                     | —                     | —                     | —                     | |                         |
| My House                                                            | 2013  | —                     | —                     | —                     | —                     | —                     | —                     | —                     | —                     | —                     | —                     | —                     | | My House / These Sheets |
| Move or Not                                                         | 2013  | —                     | —                     | —                     | —                     | —                     | —                     | —                     | —                     | —                     | —                     | —                     | | Move or Not EP          |
| Funk                                                                | 2013  | —                     | —                     | —                     | —                     | —                     | —                     | —                     | —                     | —                     | —                     | —                     | | Funk EP                 |
| People (avec Teenage Mutants)                                       | 2014  | —                     | —                     | —                     | —                     | —                     | —                     | —                     | —                     | —                     | —                     | —                     | |                         |
| Something About Us                                                  | 2014  | —                     | —                     | —                     | —                     | —                     | —                     | —                     | —                     | —                     | —                     | —                     | |                         |
| Musique                                                             | 2014  | —                     | —                     | —                     | —                     | —                     | —                     | —                     | —                     | —                     | —                     | —                     | | Musique EP              |
| Get Lost (avec Teenage Mutants)                                     | 2015  | —                     | —                     | —                     | —                     | —                     | —                     | —                     | —                     | —                     | —                     | —                     | | Get Lost EP             |
| Soul So Sweet (avec Natalie Conway)                                 | 2015  | —                     | —                     | —                     | —                     | —                     | —                     | —                     | —                     | —                     | —                     | —                     | |                         |
| L.O.V.E. (avec Boris Dlugosch)                                      | 2015  | —                     | —                     | —                     | —                     | —                     | —                     | —                     | —                     | —                     | —                     | —                     | |                         |
| Set It Out (avec Boris Dlugosch)                                    | 2016  | —                     | —                     | —                     | —                     | —                     | —                     | —                     | —                     | —                     | —                     | —                     | |                         |
| Sambal (avec Aeroplane)                                             | 2016  | —                     | —                     | —                     | —                     | —                     | —                     | —                     | —                     | —                     | —                     | —                     | | Discotheque             |
| Counting On Me (avec Aeroplane feat. Aloe Blacc)                    | 2016  | —                     | —                     | —                     | —                     | —                     | —                     | —                     | —                     | —                     | —                     | —                     | |                         |
| Body Funk                                                           | 2017  | —                     | —                     | —                     | —                     | —                     | —                     | —                     | —                     | —                     | —                     | —                     | | Soulmatic               |
| Love for Days (avec Boris Dlugosch feat. Karen Harding)             | 2017  | —                     | —                     | —                     | —                     | —                     | —                     | —                     | —                     | —                     | —                     | —                     | | Soulmatic               |
| Devil in Me (feat. Joe Killington & Duane Harden)                   | 2017  | —                     | —                     | —                     | —                     | —                     | 18                    | —                     | —                     | —                     | —                     | —                     | - SNEP: Platine | Soulmatic               |
| Dished (Male Stripper)                                              | 2018  | —                     | —                     | 36                    | —                     | —                     | —                     | —                     | —                     | —                     | —                     | —                     | | Discotheque             |
| Encore (feat. Baxter)                                               | 2018  | —                     | —                     | —                     | —                     | —                     | —                     | —                     | —                     | —                     | —                     | —                     | | Soulmatic               |
| Emotion                                                             | 2019  | —                     | —                     | —                     | —                     | —                     | 125                   | —                     | —                     | —                     | —                     | —                     | | Emotion EP              |
| In My Arms                                                          | 2020  | —                     | —                     | —                     | —                     | —                     | —                     | —                     | —                     | —                     | —                     | —                     | |                         |
| Hypnotized (avec Sophie and the Giants)                             | 2020  | 11                    | 23                    | 9                     | —                     | —                     | 7                     | 2                     | 31                    | 1                     | —                     | 18                    | - BVMI: 3 × Or - BEA : Or - FIMI : 5 × Platine - IFPI AUT : Platine - IFPI SUI : Platine - SNEP: Platine - ZPAV POL : 3 × Platine | Exotica                 |
| Exotica (feat. Mind Enterprises)                                    | 2020  | —                     | —                     | —                     | —                     | —                     | —                     | —                     | —                     | —                     | —                     | —                     | | Exotica                 |
| Fireworks (feat. Moss Kena & The Knocks)                            | 2021  | 32                    | 34                    | 36                    | 15                    | 35                    | —                     | 42                    | —                     | 5                     | —                     | 83                    | - FIMI : Platine - IFPI AUT: Or - ZPAV: Or                                                                                        | Exotica                 |
| Playbox                                                             | 2021  | —                     | —                     | —                     | —                     | —                     | —                     | —                     | —                     | —                     | —                     | —                     | | Exotica                 |
| Dopamine (feat. Eyelar)                                             | 2021  | 34                    | 53                    | 19                    | 12                    | —                     | 192                   | 97                    | 48                    | 5                     | —                     | —                     | - FIMI : Or - IFPI AUT: Platine - SNEP: Or - ZPAV: Or                                                                             | Exotica                 |
| Rise (feat. Tasita D'Mour)                                          | 2021  | —                     | —                     | —                     | —                     | —                     | —                     | —                     | —                     | —                     | —                     | —                     | | Exotica (Deluxe)        |
| In the Dark (avec Sophie and the Giants)                            | 2022  | 12                    | 26                    | 4                     | 3                     | 37                    | 76                    | 68                    | 25                    | 2                     | —                     | 40                    | - BVMI: Or - FIMI: Platine - IFPI AUT: Platine - IFPI SUI : Or - SNEP: Platine - ZPAV: Platine                                    | Exotica (Deluxe)        |
| Twisted Mind (feat. Agnes)                                          | 2022  | —                     | —                     | —                     | —                     | —                     | —                     | —                     | —                     | —                     | —                     | —                     | | Exotica (Deluxe)        |
| Wake Up! (avec Bosq feat. Kaleta)                                   | 2022  | —                     | —                     | —                     | —                     | —                     | —                     | —                     | —                     | —                     | —                     | —                     | |                         |
| Summer Lovin' (avec Cerrone)                                        | 2022  | —                     | —                     | —                     | —                     | —                     | —                     | —                     | —                     | —                     | —                     | —                     | |                         |
| Substitution (avec Kungs feat. Julian Perretta)                     | 2023  | 18                    | 18                    | 2                     | 2                     | 42                    | 26                    | 47                    | 19                    | 3                     | —                     | 19                    | - BVMI: Or - BEA: Or - FIMI: Platine - IFPI AUT: Or - IFPI SWI: Or - SNEP: Platine - ZPAV: 2 × Platine                            | Paradise                |
| Bad Company                                                         | 2023  | —                     | —                     | —                     | —                     | —                     | —                     | —                     | —                     | —                     | —                     | —                     | | Paradise                |
| Paradise (avec Sophie and the Giants)                               | 2023  | —                     | —                     | —                     | —                     | —                     | —                     | —                     | —                     | —                     | —                     | —                     | | Paradise                |
| Something on My Mind (avec Duke Dumont & Nothing but Thieves)       | 2023  | —                     | —                     | 4                     | —                     | —                     | —                     | —                     | —                     | —                     | —                     | —                     | | Paradise                |
| Beat of Your Heart (avec Ásdís)                                     | 2024  | 50                    | —                     | 11                    | 24                    | —                     | —                     | —                     | —                     | 8                     | —                     | —                     | | Paradise                |
| Higher Ground (feat. Roosevelt)                                     | 2024  | —                     | —                     | —                     | —                     | —                     | —                     | —                     | —                     | —                     | —                     | —                     | | Paradise                |
| Honey Boy (avec Benjamin Ingrosso feat. Nile Rodgers & Shenseea)    | 2024  | —                     | —                     | —                     | —                     | —                     | —                     | —                     | —                     | 6                     | 2                     | —                     | | Paradise                |
| Heartbreaker (avec Chromeo)                                         | 2024  | —                     | —                     | —                     | —                     | —                     | —                     | —                     | —                     | —                     | —                     | —                     | | Paradise                |
| Beat Fantasy                                                        | 2024  | —                     | —                     | —                     | —                     | —                     | —                     | —                     | —                     | —                     | —                     | —                     | | Paradise                |
| Die Maschine (avec Friedrich Lichtenstein)                          | 2024  | —                     | —                     | —                     | —                     | —                     | —                     | —                     | —                     | —                     | —                     | —                     | | Paradise                |
| All My Life (avec The Magician)                                     | 2024  | —                     | —                     | 14                    | 27                    | —                     | —                     | —                     | —                     | 55                    | —                     | —                     | | Paradise                |
| Get Up 24                                                           | 2024  | —                     | —                     | —                     | —                     | —                     | —                     | —                     | —                     | —                     | —                     | —                     | | Club Paradise           |
| « — » indique que le single n'est pas sorti ou classé dans le pays. |       |                       |                       |                       |                       |                       |                       |                       |                       |                       |                       |                       | |                         |

#### Remixes
2010
- Popmuschi - Body Heat (Purple Disco Machine Remix)

2011
- Tobias Schulz - Barbaro (Purple Disco Machine Remix)
- Hochanstaendig - Super Duper (Purplediscomachine Remix)
- Raumakustik - Tangooli (Purple Disco Machine Remix)
- Cram - A Good Night (Purple Disco Machine Remix)

2012
- Beatamines & David Jach - Roadtrip (Purple Disco Machine Remix)
- Alec Troniq - Pimpernuckel (Purple Disco Machine Remix)
- Sofa Tunes - Famous (Purple Disco Machine Remix)
- Soulfulhouse Collective & Paula P'Cay - Believe In Me (Purple Disco Machine Remix)

2013
- Lars Moston - Two Hearts (Purple Disco Machine Remix)
- Fat Sushi & Roland Clark - My Place (Purple Disco Machine Remix)
- Adam Stacks - Felicity (Purple Disco Machine Remix)
- Dino Lenny - I'm Coming Home (Purple Disco Machine Remix)

2014
- Moonbootica - My Hot Dope (Purple Disco Machine Remix)
- Dry & Bolinger - Feel The Bass (Purple Disco Machine Remix)
- Funkwerkstatt - Windrose (Purple Disco Machine Remix)
- Ran Salman - Lose Control (Purple Disco Machine Remix)
- Veerus feat. Maxie Devine - Cars (Purple Disco Machine Remix)
- Lars Motton - Two Hearts (Purple Disco Machine Remix)
- Sigma feat. Paloma Faith - Changing (Purple Disco Machine Remix)
- Hercules & Love Affair - Do You Feel The Same? (Purple Disco Machine Remix)
- Harry Romero - Tania (Purple Disco Machine Remix)
- Sugar Hill & Wasabi - It's On You (Purple Disco Machine Remix)
- Sharam Jey & Night Talk - Gonna Get You (Teenage Mutants & Purple Disco Machine Remix)
- Munk feat. Lizzie Paige - Deceiver (Purple Disco Machine Remix)
- Superlover - Love Steam (Purple Disco Machine & Nhan Solo Remix)

2015
- Robosonic feat. Ashibah - Between Us (Purple Disco Machine Remix)
- Heartland - Heartland (Purple Disco Machine Remix)
- L'Tric - This Feeling (Purple Disco Machine Remix)
- Wild Culture feat. Juliet Sikora - In You (Purple Disco Machine Remix)
- The Juan Maclean - A Simple Design (Purple Disco Machine Remix)
- The Shapeshifters feat. River - It's You (Purple Disco Machine Remix)
- Sirens Of Lesbos - Ecstasy (Purple Disco Machine Remix)
- Claptone feat. JAW - Dear Life (Purple Disco Machine Remix)
- Faithless - Miss U Less, See You More 2.0 (Purple Disco Machine Remix)

2016
- SeeB feat. Neev - Breathe (Purple Disco Machine Remix)
- Tom Odell - Wrong Crowd (Purple Disco Machine Remix)
- Eli Escobar -	Visions (Purple Disco Machine Remix)
- Boris Dlugosch - Keep Pushin' (Purple Disco Machine Vox Mix)
- Alex Metric - Always There (Purple Disco Machine Remix)
- Martin Waslewski - Clouds (Purple Disco Machine Remix)
- Fallout - The Morning After (Purple Disco Machine Re-Work)
- Kraak & Smaak feat. Cleopold - Alone With You (Purple Disco Machine Remix)
- Two Door Cinema Club - Bad Decisions (Purple Disco Machine Remix)
- Martin Waslewski - Clouds (Purple Disco Machine Remix)
- Anabel Englund - London Headache (Purple Disco Machine Remix)

2017
- Gorillaz feat. D.R.A.M. - Andromeda (Purple Disco Machine Remix)
- Jamiroquai - Cloud 9 (Purple Disco Machine Remix)
- New Order - People on the High Line (Purple Disco Machine Remix)
- The Shapeshifters - Lola's Theme Recut (Purple Disco Machine Remix)
- Motez feat. Antony & Cleopatra - The Future (Purple Disco Machine Remix)

2018
- Chromeo - Juice (Purple Disco Machine Remix)
- Mousse T. feat. Andreya Trinana - Broken Blues (Purple Disco Machine Remix)
- Shakedown - At Night (Purple Disco Machine Remix)
- Ilija Rudman feat. Andre Espeut - In Her Eyes (Purple Disco Machine Remix)
- Sofi Tukker - Batshit (Purple Disco Machine Remix)
- Weiss - Feel My Needs (Purple Disco Machine Remix)
- Fatboy Slim - Praise You (Purple Disco Machine Remix)
- Yuksek feat. Villa - Showbiz (Purple Disco Machine Remix)
- The Knocks feat. Foster the People - Ride Or Die (Purple Disco Machine Remix)

2019
- Rüfüs Du Sol - Treat You Better (Purple Disco Machine Remix)
- Calvin Harris & Rag'n'Bone Man - Giant (Purple Disco Machine Remix)
- Jax Jones & Years and Years - Play (Purple Disco Machine Remix)
- Julien Jabre - Swimming Places (Purple Disco Machine Re-Work)
- Foals - In Degrees (Purple Disco Machine Remix)
- The Three Degrees - Holding Back (Purple Disco Machine Remix)
- Lorenz Rhode - Back (Purple Disco Machine Remix)
- Dua Lipa - Don't Start Now (Purple Disco Machine Remix)
- Roberto Surace - Joys (Purple Disco Machine Remix)
- Mark Ronson feat. Yebba - Don't Leave Me Lonely (Purple Disco Machine Remix)
- Elton John & Taron Egerton - (I'm Gonna) Love Me Again (Purple Disco Machine Remix)
- Monolink - Take Me Home (Purple Disco Machine Remix)

2020
- Claptone & Mylo - Drop The Pressure (Purple Disco Machine Remix)
- Mind Enterprises - Mont Blanc (Purple Disco Machine Remix)
- Lady Gaga & Ariana Grande - Rain on Me (Purple Disco Machine Remix)
- Diplo & Sidepiece - On My Mind (Purple Disco Machine Remix)
- Duke Dumont - Ocean Drive (Purple Disco Machine Remix)
- Kylie Minogue - Magic (Purple Disco Machine Remix)

2021
- Royal Blood - Trouble's Coming (Purple Disco Machine Remix)
- Balthazar - Losers (Purple Disco Machine Remix)
- Milk & Sugar - Let the Sun Shine (Purple Disco Machine Remix)
- Boys Noize feat. Jake Shears - All I Want (Purple Disco Machine Remix)
- Chemise - She Can't Love You (Purple Disco Machine Remix)
- Patrick Cowley feat. Sylvester - Menergy (Purple Disco Machine Remix)
- Spiller feat. Sophie Ellis-Bextor - Groovejet (If This Ain't Love) (Purple Disco Machine & Lorenz Rhodes Remix)
- The Human League - Don't You Want Me (Purple Disco Machine Remix)

2022
- Diana Ross - I Still Believe (Purple Disco Machine Remix)
- Lizzo - About Damn Time (Purple Disco Machine Remix)
- Kano - It's A War (Purple Disco Machine & Lorenz Rhode Remix)
- Tensnake - Coma Cat (Purple Disco Machine Re-Work)
- Elton John & Britney Spears - Hold Me Closer (Purple Disco Machine Remix)

2023
- Muse - Compliance (Purple Disco Machine Remix)
- Wamdue Project - King of My Castle (Purple Disco Machine Remix)
- The Rolling Stones - Mess It Up (Purple Disco Machine Remix)
- Wolfram & Josh Ludlow - YoYo Disco (Purple Disco Machine Remix)

2024
- Ryan Gosling & Mark Ronson - I'm Just Ken (Purple Disco Machine Remix)

### Sous Stereofunk

#### Singles
- 2005 : Let's Rock!
- 2006 : Genau So!
- 2007 : 40+1
- 2007 : Feel My Way (avec Fabian Schumann)
- 2008 : Revolution (avec Finealizer)
- 2010 : Dr. Manhattan (avec Markus Lange)
- 2010 : Silk Spectre II (avec Markus Lange)
- 2010 : Folk Song
- 2010 : The Knife
- 2011 : Get Off (feat. D' Secret SVC)
- 2012 : El Patron
- 2012 : Happy Piano
- 2012 : Who Loves Mario?
- 2012 : Glamarella (avec Compact Grey)
- 2012 : Pop That Shit! (avec Ostblockschlampen)
- 2013 : Love To Love (avec Compact Grey)

#### Remixes
- 2005 : Vasco & Jersey feat. Eve Justine - Drowsy With Hope (Stereofunk Remix)
- 2005 : Jules Spinner - Rollin On (Stereofunk Remix)
- 2006 : DJ Witali feat. Eve Justine - Inside Of Me (Stereofunk Remix)
- 2006 : Photon - About You (Stereofunk Remix)
- 2006 : Cloud 9 - How Shall I Rock Thee? (Stereofunk Remix)
- 2007 : Tokra Thaan - Blade Runner (Stereofunk vs. Saint Martinique Remix)
- 2007 : Funk Manouver feat. Amaya Amaya - Wait For Me (Stereofunk Remix)
- 2007 : Pip & Pen - I Love What You Do (Stereofunk Sax Dub)
- 2007 : Pornbugs - Famished Troop (Stereofunk Remix)
- 2007 : Ryan Davis - Transformer (Stereofunk Remix)
- 2007 : Nudisco - Ajowan (Stereofunk Remix)
- 2007 : Armin Prayd - Jokuvamana People (Stereofunk Remix)
- 2007 : Tom Wax & Boris Alexander - Rockhampton Citylights (Stereofunk & Saint Martinique Rmx)
- 2007 : The Tabledancers - Party On! (A Girls Affair) (Stereofunk Dub Mix)
- 2007 : Saint Martinique - Contrast (Stereofunk Remix)
- 2007 : Drehregler - Heartbreaker (Stereofunk Remix)
- 2008 : Tokn - Lifetime (Stereofunk Remix)
- 2008 : Armin Prayd - Koradpala Kids (Stereofunk Remix)
- 2008 : Blackfeel Wite - Silence (Stereofunk Remix)
- 2008 : Kevin Over - Get Fuzzy (Stereofunk Remix)
- 2009 : Electro Ferris - Fight Club (Stereofunk Remix)
- 2009 : Fukkk Offf - More Than Friends (Markus Lange & Stereofunk Remix)
- 2009 : aUtOdiDakT feat. RQM - 15 Seconds (Markus Lange & Stereofunk Remix)
- 2009 : The Phantom's Revenge - When Mr. Hyde Killed Dr. Jekyll (Markus Lange & Stereofunk Remix)
- 2009 : Armin Prayd - A Night In Marakulombo (Stereofunk & Finelizer Remix)
- 2010 : SCNDL - Need To Know (Markus Lange & Stereofunk Remix)
- 2010 : Gooseflesh - Dodgems (Markus Lange & Stereofunk Remix)
- 2010 : Ante Perry vs. Tube & Berger - Ever Never (Stereofunk Remix)
- 2010 : Oliver Denzer - On My Way (Stereofunk Mix)
- 2010 : Compact Grey & ZER - Summer Spirit (Stereofunk Remix)
- 2010 : Beatamines & Compact Grey - Neon Pearls (Stereofunk Remix)
- 2010 : Ostblockschlampen - Rude Nudes (Stereofunk Remix)
- 2011 : Jody Wisternoff - Don't Crash Please (Stereofunk Remix)
- 2011 : Markus Lange feat. Bonaparte - AntiAnti (Stereofunk Remix)
- 2011 : Ostblockschlampen - Bitches From Ostblock (Stereofunk Remix)
- 2012 : Marcapasos & Janosh - Monster 2K10 (Stereofunk Remix)
- 2012 : Birdee - Discooo (Stereofunk Remix)
- 2012 : Frederic de Carvalho - Pod O Logy (Stereofunk Remix)
- 2012 : Robot Needs Oil - Slave (Stereofunk & Compact Grey Remix)
- 2012 : Disco Deciders - Secret System (Stereofunk Remix)
- 2012 : Fabian Schumann - Massive (Stereofunk Remix)
- 2014 : Tagteam Terror - Revenge (Stereofunk Remix)

### Sous Stereofreak

#### Remixes
- 2007 : Armin Prayd - Jokuvamana People (Stereofreak Remix)
- 2007 : Elite Superstars - Lola (Stereofreak Remix)

### Sous Popmuschi (avec Sven Göpfert)

#### Singles
- 2007 : Sometimes I Feel
- 2007 : Get On
- 2008 : Magic Flight
- 2009 : El Verano
- 2009 : Rocket Crockett
- 2010 : Rubberman
- 2010 : Body Heat
- 2011 : To The Sky (avec Steffi)
- 2011 : Not The End
- 2012 : Together (avec Hochanstaendig)

#### Remixes
- 2007 : The Pussy Gourmets feat. Darryl Pandy - Love Is What You Need (Popmuschi Remix)
- 2007 : Vasco & Jersey - White Balls (Popmuschi Remix)
- 2008 : Trikot - Drogenabhängig (Popmuschi Remix)
- 2008 : Music Lovers - Don't Kiss (Popmuschi Remix)
- 2008 : Lattos & Riema - Punching Beats (Popmuschi Remix)
- 2008 : Andy LaToggo - Electronic Pleasure (Popmuschi Remix)
- 2008 : The Admirals feat. Seraphina - Young, Hot & Crazy (Popmuschi Remix)
- 2008 : Jodyz - Not Alone (Popmuschi Remix)
- 2008 : Disco Dice - The Letter (Popmuschi Hulahu Mix)
- 2008 : Armin Prayd - I Need Your Lovin' 2008 (Popmuschi Remix)
- 2009 : Torben Boswich - I Move On (Popmuschi Remix)
- 2009 : Marcapasos - I Know (Popmuschi Remix)
- 2009 : Markus Lange - Shatter (Popmuschi Remix)
- 2010 : GMR Clan vs. Blumentopf - Wir Geben Gas (Popmuschi Mix)
- 2010 : Hot Bananas feat. Rachele Dione - Reach Out For The Sun (Popmuschi Remix)
- 2010 : Bass Ventura - So Nasty (Popmuschi Remix)
- 2010 : Lattos & Riema - Anyway (Popmuschi Remix)
- 2010 : Mr. Jay & T - Schlaf Mit Mir (Popmuschi Remix)
- 2010 : Megastrom - Dirty Lil... (Popmuschi Remix)
- 2010 : Stereofunk feat. Electro Ferris - Schattenwelt (Popmuschi Remix)
- 2011 : Beens - Smash Funk (Popmuschi Remix)
- 2011 : Toby Screamer - It Sounds Like (Markus Lange & Popmuschi Remix)
- 2012 : Jake Dile feat. MC Narco - French Disco Kids (Popmuschi Dub Remix)
- 2012 : Jake Dile - Vienna Calling (Popmuschi Remix)